# Theodor Foenander
Theodor Foenander, född 16 januari 1800 i Kalmar, död 26 juli 1854 i Karlshamn, var en svensk bokhållare och riksdagsman.
Theodor Foenander var son till grosshandlaren och skeppsredaren Theodor Foenander. Han inskrevs vid Uppsala universitet 1813 men anställdes vid ett handelskontor i Kalmar 1814. År 1815 begav sig Theodor Foenander den yngre till Amsterdam, varifrån han återkom till Kalmar 1818. År 1820 började han på nytt studera vid Lunds universitet och blev därefter förste bokhållare vid firman Winberg & Meyer i Karlshamn. En tid drev han firman Foenander & Schilting, men blev därefter intendent vid Strömma bomullsspinneri. I samråd med biskop Johan Henrik Thomander grundade han en nykterhetsförening för arbetarna vid spinneriet. Carl Jonas Love Almqvist var en flitig föreläsare vid föreningens möten. 
Foenander var en engagerad liberal och valdes 1840 till riksdagsledamot för Karlshamn i hård strid mot stadens hantverkare, som motsatte sig Foenanders stöd för avskaffandet av skråtvånget. Han var ledamot av borgarståndet vid riksdagarna 1840-1841 och 1844-1845 och därunder ledamot av statsutskottet 1840-1841. År 1844 blev Foenander rådman i Karlshamn och 1845 magistratens ledamot av Karlshamns stads drätselkommission som vice ordförande.